# Ettore Negretti
Ettore Negretti (1883) è stato un calciatore svizzero, di ruolo attaccante.

## Carriera
Svizzero, iniziò la carriera agonistica nel Servette di Ginevra prima di trasferirsi in Italia per giocare nel Milan.
Era il più giovane componente della squadra del Milan campione d'Italia nel 1901, e si dimostrò prolifico cannoniere, segnando una doppietta nella semifinale che eliminò la Juventus: furono le primissime marcature della storia del club rossonero nella storia dei campionati italiani di calcio. Con il Milan vinse due edizioni della Medaglia del Re, nel 1901 e 1902.

## Statistiche

### Presenze e reti nei club
| Stagione | Club   | Campionato | Campionato | Campionato | Campionato |
| Stagione | Club   | Comp       | Pres       | Reti       |            |
| -------- | ------ | ---------- | ---------- | ---------- | ---------- |
| 1901     | Milan  | CI         | 2          | 3          |            |
| 1902     | Milan  | CI         | 1          | 0          |            |
| Totale   | Totale | Totale     | 3          | 3          |            |

## Palmarès

### Calciatore

#### Club

##### Competizioni nazionali
- Campionato italiano: 1

Milan: 1901

##### Altre Competizioni
- Medaglia del Re: 2

Milan: 1901, 1902